# زبان میراثی
با پیروی از تعریف والدز (۲۰۰۰) زبان میراثی، زبانی است که توسط اشخاص در خانه‌هایی صحبت می‌شوند که در آن یک زبان اصلی مثل انگلیسی در آمریکا، صحبت نمی‌شود یا اصلاً صحبت نمی‌شود . چنین زبانی قبل از زبان اصلی یاد گرفته می‌شود اما کاملاً یاد گرفته نمی‌شود زیرا شخص زبان خود را به زبان اصلی تغییر می دهد . این نوع ناقص آموخته شده از زبان خانگی، همان زبان میراثی است (پولینسکی، ام و کاگان، ا، ۲۰۰۷)
افرادی که به زبان میراثی صحبت می‌کنند، در سن کم دو زبانه هستند . تحقیقات تغییراتی شدید در فصاحت صحبت کنندگان زبان میراثی را نشان داده است . اما، نکته مهم تحت این تعریف، این است که یادگیری روش‌های این افراد – مخصوصاً افرادی که مطالعات رسمی در مورد یک زبان میراثی انجام می دهند – با روش‌های زبان آموزان زبان دوم که هیچ اطلاعات قبلی از زبان مقصد نداشته اند، متفاوت است .
تعریف یک زبان میراثی به‌طور عمومی و برای زبان‌های خاص ادامه دارد و قابل بحث است . بحث در مورد اهمیت در زبان‌هایی مثل چینی، عربی، و زبان‌های هند و فیلیپین است که صحبت کنندگان زبان‌های چند گانه یا چند لهجه‌ای به عنوان صحبت کنندگان موروثی یک زبان خاص که برای اهداف جغرافیایی، فرهنگی و ..... ( به ترتیب زبان چینی، ماندریان، عربی قدیمی، هندی یا تاگالوگ ) در نظر گرفته می‌شوند. (Polinsky Tagalog، Valdes، Manderian in Chiness،M and kagan)
هم چنین یک تعریف گسترده در مورد زبان موروثی وجود دارد که بر ارتباطات ممکن بین میراث فرهنگی و زبان‌شناسی، تأکید می‌کند . تعریفی از فیشمن (۲۰۰۱، صفحه ۸۱) بر ارتباط خاص خانوادگی یک زبان تأکید دارد، و وان دوزان شول (۲۰۰۳، صفحه ۲۲۲) آن‌هایی را که با ارتباط قوی بین زبانی خاص از طریق تبادل خانوادگی بزرگ شده اند را زبان آموزان می‌داند نه کسانی که با انگیزه میراثی زبان را صحبت می‌کنند .تحت این مفاهیم گسترده تر، زبان میراثی از نظر زبان‌شناسی همان زبان دوم است و یادگیری آن ممکن است در بزرگسالی و در کلاس درس آغاز شود .
کسانی که به زبان میراثی صحبت می‌کنند تا حدی می‌توانند دوزبانه در نظر گرفته شوند و زبان میراثی معمولاً زبان اول فرد است . اما، مهم است که به تفاوت روش استفاده زبان آموزان از زبان میراثی و زبان اصلی دقت کنیم . زبان آموزان زبان میراثی، با فصاحت در زبان اصلی و راحتی در استفاده از آن در مکان رسمی به فاصله تجربه از طریق تعطیلات رسمی، شناخته می‌شوند.
اما کنترل آن‌ها نسبت به زبان میراثی، کاملاً متفاوت است . برخی از آن‌ها پس از شروع تعطیلات رسمی در زبان اصلی، فصاحت خود را در زبان اول از دست می دهند . برخی ممکن است، زبان میراثی را در خانواده و خانه صحبت کنند اما حداقل یا هیچ آموزش رسمی در زبان میراثی ندارند و ممکن است در مهارت‌های ادبی یا استفاده آن در مکان‌های مختلف خارج از خانه دچار مشکل شوند . اما همان طور که دو زبانه بودن و دو فرهنگه بودن، بیش از پیش ارزشمند می‌شود، مصلحین شروع به توجه به این مطلب کرده اند که چگونه به زبان آموزان زبان میراثی در گسترش و حفظ فصاحت بیش از پیش در زبان میراثی‌شان کمک کنند.(فیشمن)